# Yolancris
Yolancris és una empresa catalana de confecció de vestits de festa i núvia fundada a Sabadell el 2005 per les germanes Yolanda i Cristina Pérez. El 2019 exportava les seves col·leccions a trenta-cinc països del món.
El 1985, Mercedes Álvarez, que havia treballat durant anys a la botiga Novias Cid, va obrir una botiga a Sabadell on feia vestits de núvia i de primera comunió. La infància de les seves filles Yolanda i Cristina va transcórrer entre vestits per a ocasions especials, teles de colors i textures setinades. El 2005, Yolanda i Cristina Pérez van fundar Yolancris, la primera a càrrec de la direcció creativa i disseny de les col·leccions i la segona a càrrec de la part financera de l'empresa.
El 2006 salten al mercat internacional amb Collezioni La Sposa (Brescia, Itàlia), una de les botigues referents al sector en aquest país. El 2008 presenten una primera col·lecció de vestits de festa. Desfila a la Passarel·la Gaudí Núvies de Barcelona amb creacions d'un «barroquisme divertit». El 2012 presenta una col·lecció de vestits de núvia a la Paris Fashion Week i obre el mercat a sis nous països. El procés d'internacionalització continua i exporta el 70% de la producció. Aquest any va presentar una línia per a bodes gais «d'esperit rebel i poc tradicional» al saló Live Love de Barcelona.
El 2016 desfila a la New York Bridal Market i així esdevé la primera marca espanyola en assistir a la setmana de moda nupcial dels Estats Units. L'abril de 2018 Yolancris tanca la botiga de Sabadell i es muda a l'avinguda Diagonal de Barcelona. El 2019 debuta a París durant la setmana de l'alta costura, la primera casa de moda catalana en deu anys que s'hi havia presentat després que Joan Font havia fet pas el 2008. La marca presenta la col·lecció Couture Opera Prima en un apropament a la Fédération de la Haute Couture et de la Mode. Serà una prova per decidir si entren al selecte club de l'alta costura. La col·lecció de núvia 2019 Identity fou guardonada a la fira Barcelona Bridal Fashion Week amb el premi a la millor desfilada de moda.